# Linea Avtozavodskaja
La Linea Avtozavodskaja (in russo Автозаводская линия?, Avtozavodskaja linija), o linea 1 è la prima linea della metropolitana di Nižnij Novgorod, a servizio dell'omonima città della Russia.

## Cronologia
| Tratto                       | Data di apertura | lunghezza |
| ---------------------------- | ---------------- | --------- |
| Moskovskaja-Proletarskaja    | 20 novembre 1985 | ?         |
| Proletarskaja-Komsomol'skaja | 8 agosto 1987    | ?         |
| Komsomol'skaja-Park Kul'tury | 15 novembre 1989 | 2,4       |
| Moskovskaja-Gor'kovskaja     | 4 novembre 2012  | 1         |
| Totale                       | 11 stazioni      | 14,5 km   |